# Chuiwan

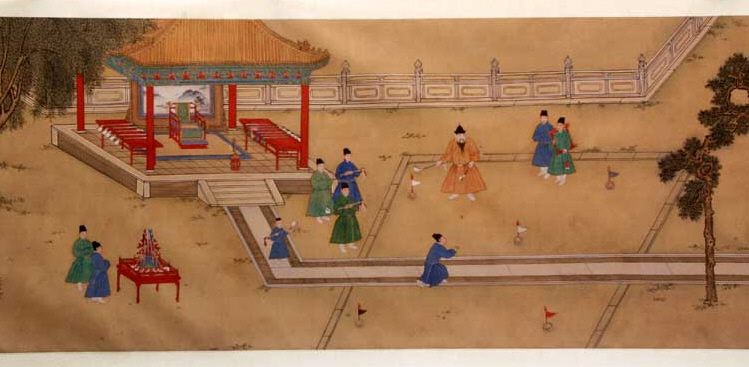
Målning där Xuande-kejsaren spelar chuiwan.

Chuiwan (kinesiska: 捶丸, pinyin: Chuíwán), var ett spel i det antika Kina med regler som påminner om golf.
Boken Dongxuan lu, skriven omkring 1050–1100 av Wei Tai från Songdynastin, beskriver hur en tjänsteman från södra Tang lär sin dotter att gräva hål i marken och slå en boll i dem. Spelet blev populärt under Songdynastin och verket Wan jing (bokstavligen "bollavhandling") handlade om det. Den senaste dokumentationen om chuiwan i Kina är två målningar från Mingdynastin under 1400-talet. Det finns fortfarande en färglagd väggmålning i ett vattengudstempel i Hongdong i provinsen Shanxi. En kinesisk forskare hävdar att spelet exporterades till Europa och vidare till Skottland av mongoliska resanden under senare delen av Medeltiden.